# 야나이즈정 (미야기현)
야나이즈정(柳津町)은 1954년까지 미야기현 모토요시군의 남서부에 있던 정이다. 현재의 도메시에 해당한다.

## 역사
- 1889년 10월 1일 - 정촌제 시행에 수반해 야나이즈촌 단독으로 촌제를 시행하였다.
- 1906년 11월 3일 - 정으로 승격해, 야나이즈정이 되었다.
- 1954년 11월 3일 - 요코야마촌과 합병해 쓰야마정이 되었다.

## 참고문헌
- 『宮城県町村合併誌』（宮城県地方課、1958）